# Cristiano Citton
Cristiano Citton (Romano d'Ezzelino, Vèneto, 25 d'octubre de 1974) va ser un ciclista italià que va destacar especialment en el Ciclisme en pista on va aconseguir els majors èxits.
Del seu palmarès destaquen dos Campionat del món de persecució per equips.

## Palmarès en pista
- 1996
  -  Campió del Món en Persecució per equips (amb Adler Capelli, Andrea Collinelli i Mauro Trentini)
- 1997
  -  Campió del Món en Persecució per equips (amb Adler Capelli, Andrea Collinelli i Mario Benetton)
  - 1r als Sis dies de Bassano del Grappa (amb Andrea Collinelli)

### Copa del Món
- 1998
  - 1r a Hyères, en Persecució per equips
- 2000
  - 1r a Torí, en Persecució per equips

## Palmarès en ruta
- 1996
  - 1r a l'Olympia's Tour i vencedor d'una etapa
- 1997
  - 1r al Gran Premi della Liberazione
  - Vencedor d'una etapa de l'Olympia's Tour